# 耶佩斯
耶佩斯，是西班牙卡斯蒂利亚-拉曼恰托莱多省的一个市镇。总面积85平方公里，总人口4410人（2001年），人口密度52人/平方公里。